# Parafia Chrystusa Króla w Zapceniu
Parafia Chrystusa Króla w Zapceniu – parafia rzymskokatolicka, znajdująca się w diecezji pelplińskiej, w dekanacie Borzyszkowy.

## Zasięg parafii
Parafia obejmuje następujące miejscowości: Budy, Bukówki, Hamer-Młyn, Karpno, Kiedrowice, Kiedrowice Wybudowanie, Kłonecznica, Karcz, Laska, Luboń, Mielno, Modrzejewo, Modziel, Parszczenica, Prądzonka, Rudniki, Sątoczno, Stoltmany, Sierzywk, Zapceń.

## Historia parafii
Parafia Zapceń powstała w maju 1927 roku na mocy dekretu Ks. Bpa Stanisława Wojciecha Okoniewskiego. Została wydzielona głównie z Parafii w Borzyszkowach, ale także z części Parafii Leśno. W roku 1927 wzniesiono i poświęcono kaplicę drewnianą, której nadano tytuł Chrystusa Króla. Pierwszą plebanię zbudowano w 1929 roku.
Dnia 24 kwietnia 1936 roku spaliła się kaplica. Już jednak przed pożarem zdecydowano o konieczności budowy murowanego kościoła. Parafianie zastanawiali się nad wyborem miejsca, w którym miałby stanąć kościół parafialny. Lecz to Ksiądz Biskup Okoniewski zdecydował, że kościół parafialny ma stanąć w miejscowości Zapceń i to na wzgórzu, a nie u jego podnóża, gdzie stała kaplica. Ziemię pod budowę kaplicy i kościoła podarowali parafii małżonkowie: Anastazja i Walenty Szycowie z Zapcenia, a teren na cmentarz podarował Maciej Jażdżewski.
Na przełomie lat 70 i 80 wybudowano nową plebanię i zabudowania gospodarcze. Projektantem i budowniczym był ks. Henryk Piotrowski. Sgraffito jego autorstwa zdobią ściany plebanii i zabudowań gospodarczych. On też założył 23 marca 1986 roku istniejącą do dziś Orkiestrę Dętą z Zapcenia. W roku 2011 przystąpiono do budowy domu przedpogrzebowego obok kościoła, który został oddany do użytku w 2012 roku.

## Proboszczowie
Źródło: strona diecezji pelplińskiej
- ks. Alojzy Wiczarski (1927)
- ks. Feliks Borowski (1927–1929)
- ks. Albin Pakalski (1929–1932)
- ks. Alfons Lange (1933)
- ks. Bolesław Kikul (1933–1939)
- ks. Jan Gajkowski (1939–1942)
- ks. Sylwester Felchner (1942–1947)
- ks. Stanisław Malicki (1948–1948)
- ks. Otton Konrad (1948–1958)
- ks. Wacław Kalkowski (1958–1960)
- ks. Edmund Frankenstein (1960–1975)
- ks. Henryk Piotrowski (1975–1987)
- ks. Henryk Kowalski (1987–2000)
- ks. Mieczysław Kuciński (2000–2005)
- ks. Jacek Somerski (2005–2019)
- ks. Wojciech Knopik (2019–)